# Weu Jangka
Weu Jangka is een bestuurslaag in het regentschap Bireuen van de provincie Atjeh, Indonesië. Weu Jangka telt 821 inwoners (volkstelling 2010).